# Richard H. Price
Pour les articles homonymes, voir Richard Price (homonymie) et Price.
Richard H. Price, né le 1er mars 1943 à New York, est un physicien américain majeur, bien connu pour ses travaux importants en relativité générale.
Price fut diplômé à la Stuyvesant High School en 1960 et continua en obtenant un double diplôme en physique et en ingénierie à l'université Cornell en 1965. Il obtint son Ph.D. en 1971 au Caltech sous la direction de Kip Thorne. Il passa l'essentiel de sa carrière à l'université de l'Utah, mais en 2004 il rejoignit le Center for Gravitational Wave Astronomy à l'université du Texas à Brownsville.
Price est surtout connu pour un résultat obtenu en 1972 appelé maintenant  équation de Price (à ne pas confondre avec une autre équation de Price élaborée par le généticien George R. Price). La première est habituellement formulée simplement comme suit : toute inhomogénéité dans la géométrie de l'espace-temps en dehors d'un trou noir sera évacuée par rayonnement gravitationnel (de telles inhomogénéités peuvent être qualifiées de moments multipolaires d'ordre élevé). Le théorème de Price explique comment le théorème de calvitie s'applique. Price fit également les premières simulations numériques qui établissaient (non rigoureusement) un scénario précis pour l'émission d'ondes gravitationnelles lors de la fusion de deux objets compacts (tels que deux trous noirs). Des études ultérieures ont largement confirmé le scénario qui était développé pour la première fois dans son travail. Ces simulations ont fourni un élan majeur pour le développement de détecteurs d'ondes gravitationnelles tels que LIGO.
Price est coauteur de trois livres renommés en relativité générale.